# Karl Wolf

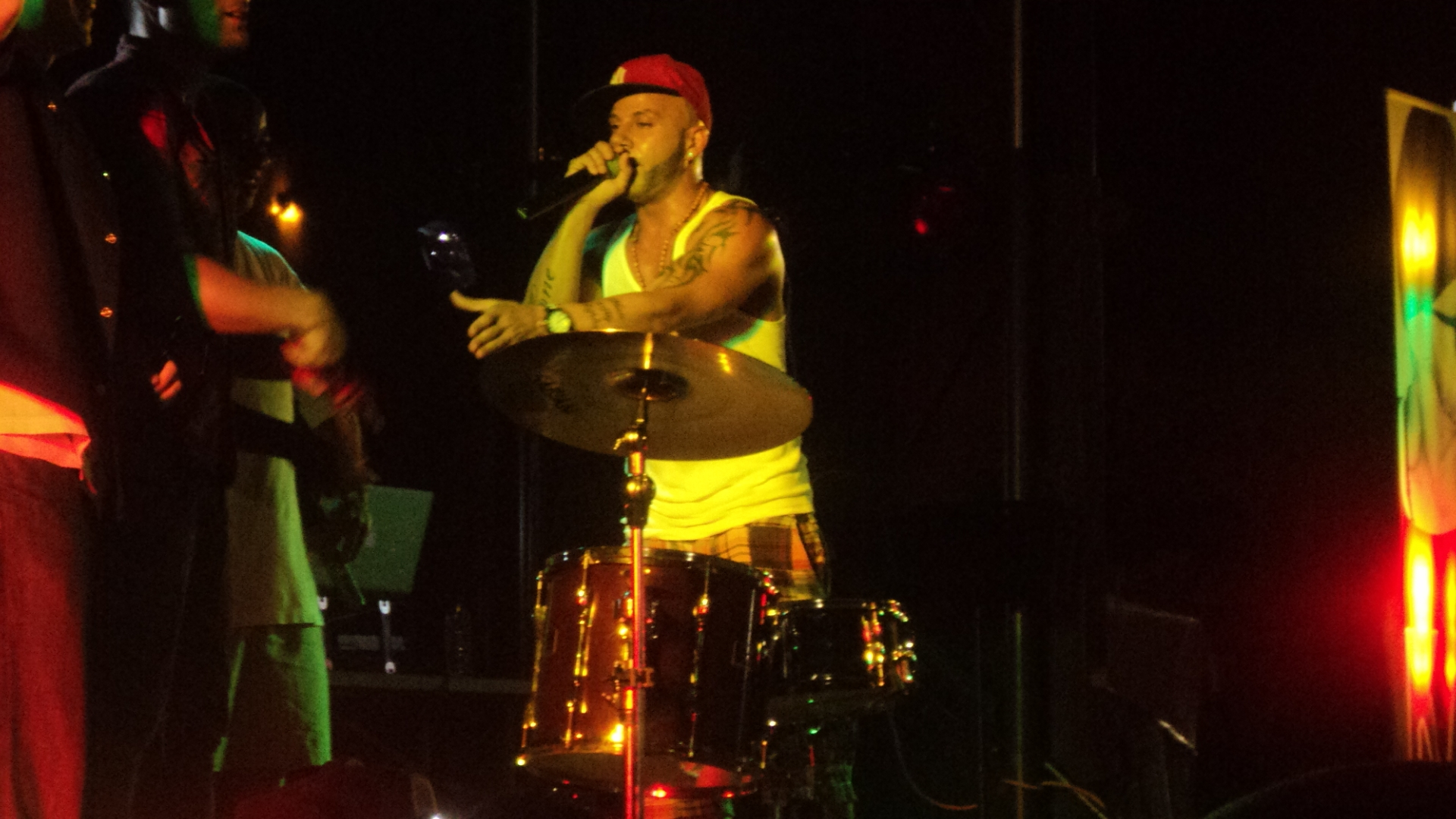
Karl Wolf koncert, Montreal, 2011

Carl Abou Samah (eredeti nyelven: كارل أبو سمح), akit Karl Wolf-ként ismerhetünk (Bejrút, 1979. április 18. –) libanoni-kanadai R&B énekes, producer és dalszerző.
1979. április 18-án született Libanon fővárosában, Bejrútban, egy zongoratanárnő és egy gitárművész középső gyermekeként. Bátyja, Michael Abou Samah producer, későbbi művésznevén Michel Samah, avagy Gish 3 évvel előtte, öccse Ralph, a Chainshaw Armageddon dobosa 7 évvel utána született. A polgárháború miatt el kellett hagyniuk az országot, és az Egyesült Arab Emirátusokba, Dubai-ba költöztek, amikor Karl még csak 3 éves volt. Itt 10 évig éltek, majd Montréalba, Kanadába költözött a család. A szülők később visszamentek Dubai-ba, de Karl Kanadában maradt felépíteni a karrierjét. Jelenleg Torontóban van stúdiója.
Karl Wolf a karrierjét a színfalak mögött kezdte, 2001-től kezdve számos előadó, többek között Gabrielle Destroismaisons kislemezmegjelenéseit is támogatta.
2002-től 2005-ig a Sky névre keresztelt kanadai banda énekese volt Antoine Sicotte-tal. A Picture perfect című stúdióalbumon található Dedication és az Invisible life kislemezdalok is az Ő munkáját dicsérik.
Az együttes feloszlása után Antoine a Sideways producere lett, Karl pedig 2006. február 14-én a saját kiadójával, a Lone Wolf Recordsszal megjelentette az első szólóalbumát, Face behind the face címmel.
Az album első kislemezdala, a Butterflies és az azt követő Desensitize megjelenésekor hallhattuk Karl Wolf nevét először a Közel-keleten.
A lemezt egy másik követte, a következő év Július 11-én megjelent Bite the bullet című stúdióalbum, ami az igazi világhírnevet meghozta Karl Wolf számára.
Az albumon található első kislemez, Toto 1982-es Africa című dalának, Culture kanadai rapper közreműködésével készült az azonos című feldolgozása egy pillanat alatt a slágerlisták élére kúszott a tengeren innen és túl is.
Ezen soundtrack sikerét fellépések és gálák sorozata követte.
2007-ben Karl Wolf-ot jelölték a Juno Awards-ra, Legjobb R&B/Soul Előadó kategóriában.
2008-ban az MTV Europe Music Awards-ról a Legjobb Arab Előadó elismerését vihette el.
A 2009-es Much Music Video Awardson Kedvenc Új Együttes/Előadó, és az Év Pop Videója kategóriában is kapott jelölést.
2010-ben a Sounds Of Blackness díjátadóról Az év legjobb angol nyelvű slágere díjjal tért haza, melyet az Africa című szerzeményéért kapott, és a Canadian Radio Music Awards legjobb előadója is ő lett.
2009. november 17-én jelent meg a Nightlife című albuma, amelyről a Yalla Habibi, a Carrera2009, a Hurting és az 80s baby című szerzeményekhez már videóklip is készült. Az előbb említett dalt Rime Salmi arab énekesnővel és Kaz Money rapperrel rögzítették a stúdióban, és az első dal lett arab címmel, amely meg tudta hódítani a kanadai slágerlistákat. A címe egyébként arabról angolra fordítva Come on, baby-t jelent. Az utóbbi az 1980-as éveket idézi fel, és a videóklipjében feltűnik a kultikusnak számító DeLorean is, ami a Vissza a jövőbe című film "időgépének" a pontos másolata. Karl Wolf ezzel az autóval érkezett a 2010-es Much Music Awardsra is, és el is vitte érte a legstílusosabb belépőért járó díjat.

## Diszkográfia

### Albumok
- 2006: Face Behind the Face
- 2007: Bite the Bullet
- 2009: Nightlife
- 2012: Finally Free

### Kislemezek
| Év   | Cím                                                 | Csúcshelyezések | Csúcshelyezések | Album                |
| Év   | Cím                                                 | CAN             | JAP             | Album                |
| ---- | --------------------------------------------------- | --------------- | --------------- | -------------------- |
| 2005 | "Butterflies"                                       | —               | —               | Face Behind the Face |
| 2006 | "Desensitize"(feat. Choclair)                       | —               | —               | Face Behind the Face |
| 2006 | "Referee"                                           | —               | —               | Face Behind the Face |
| 2006 | "Triple R"(feat. Snoop Dogg)                        | —               | —               | nem album kislemez   |
| 2007 | "She Wants to Know"                                 | —               | —               | Bite the Bullet      |
| 2008 | "Africa"(feat. Culture)                             | 2               | 20              | Bite the Bullet      |
| 2009 | "Carrera"                                           | 39              | —               | Bite the Bullet      |
| 2009 | "Yalla Habibi"(feat. Rime Salmi & Kaz Money)        | 24              | 51              | Nightlife            |
| 2010 | "Hurting" (feat. Sway DaSafo)                       | 55              | —               | Nightlife            |
| 2010 | "80's Baby"                                         | —               | —               | Nightlife            |
| 2011 | "Ghetto Love" (feat. Kardinal Offishall)            | 20              | —               | Finally Free         |
| 2011 | "Mash It Up" / "Fuck Shit Up" (feat. Three 6 Mafia) | 28              | —               | Finally Free         |
| 2012 | "DJ Gonna Save Us" (feat. Mr. OxXx)                 | 58              | —               | Finally Free         |
| 2012 | ""#1" (feat. Demarco)                               | —               | —               | Finally Free         |
| 2013 | "Go Your Own Way" (feat. Reema Major)               | —               | —               |                      |

## Külső hivatkozások
- Hivatalos honlap
- MySpace oldal
- YouTube csatorna
- Twitter oldal